# Poklonnitsa
Poklonnitsa (russisk: Поклонница, da.: Beundrerinden) er en russisk romantisk dramafilm fra 2012 instrueret af Vitalij Melnikov, der også havde skrevet filmens manuskript.
Filmen handler om forholdet mellem den alvorligt syge forfatter Anton Tjekhov og den gifte forfatter Lidija Avilova.

## Medvirkende
- Kirill Pirogov som Anton Tjekhov
- Svetlana Ivanova som Lidija Avilova
- Oleg Tabakov som Nikolaj Lejkin
- Ivan Krasko som Lev Tolstoj
- Oleg Andrejev som Mikhail Avilov